# Planetetherium mirabile
Planetetherium mirabile (лат.) — вид вымерших растительноядных млекопитающих из отряда шерстокрылов, типовой и единственный в роде Planetetherium. Обитал в Северной Америке в позднем палеоцене (56,8—55,8 млн лет назад) (в кларкфоркском веке (Clarkforkian) по североамериканской геохронологической шкале).
Родовое название образовано от др.-греч. πλανήτης θηρίον, буквально — странствующий зверь.

## История изучения
Окаменелости найдены в отложениях, сформировавшихся на месте кипарисовых лесов, которые, вероятно, и были обычным местом обитания Planetetherium mirabile (места находок — Вайоминг и Монтана: Суитуотер, Big Multi Locality; округ Карбон, Bear Creek [Eagle Creek Mine]; округ Титон, Red Creek).
С момента описания систематическое положение рода уточнялось: Placentalia — Simpson, 1928; Plagiomeninae (не используется) — Van Valen, 1967; Dermoptera — Gunnell, 1989; Plagiomenidae — McKenna, Bell, 1997.

## Описание
Животное длиной около 25 см. Скелет очень сходен со скелетами современных шерстокрылов; в частности, зубы уже образовывали гребневидную формацию, характерную для современных представителей отряда.
Сохранившиеся остатки не позволяют сделать однозначный вывод о том, обладал ли Planetetherium mirabile летательной перепонкой, как современные шерстокрылы. Однако, судя по пропорциям скелета, наличие перепонки весьма вероятно.